# بوغالوسا
بوغالوسا (لويزيانا) (بالإنجليزية: Bogalusa, Louisiana)‏ هي مدينة تقع في الولايات المتحدة في لويزيانا. يقدر عدد سكانها بـ 12,232 نسمة .

## التركيبة السكانية
حدّد مكتب تعداد الولايات المتحدة بيانات التركيبة السكانية لبوغالوسا في تعداد الولايات المتحدة. في ما يلي، التركيبة السكانية حسب تعدادي 2000 و2010.

### تعداد عام 2000
بلغ عدد سكان بوغالوسا 13,365 نسمة بحسب تعداد عام 2000، وبلغ عدد الأسر 5,431 أسرة وعدد العائلات 3,496 عائلة مقيمة في المدينة. في حين سجلت الكثافة السكانية 540.2 نسمة لكل كيلومتر مربع (1,399.1/ميل2). وبلغ عدد الوحدات السكنية 6,300 وحدة بمتوسط كثافة قدره 254.6 لكل كيلومتر مربع (659.4/ميل2).
وتوزع التركيب العرقي للمدينة بنسبة 57.18% من البيض و41.21% من الأمريكيين الأفارقة و0.32% من الأمريكيين الأصليين و0.39% من الأمريكيين ذوي الأصول الآسيوية و0.16% من الأعراق الأخرى و0.73% من عرقين مختلطين أو أكثر و0.75% من الهسبانيون أو اللاتينيون من أي عرق.
بلغ عدد الأسر 5,431 أسرة كانت نسبة 35.4% منها لديها أطفال تحت سن الثامنة عشر تعيش معهم، وبلغت نسبة الأزواج القاطنين مع بعضهم البعض 36.1% من أصل المجموع الكلي للأسر، ونسبة 23.8% من الأسر كان لديها معيلات من الإناث دون وجود شريك، بينما كانت نسبة 4.5% من الأسر لديها معيلون من الذكور دون وجود شريكة وكانت نسبة 35.6% من غير العائلات. تألفت نسبة 32.7% من أصل جميع الأسر من عدة أفراد يعيشون في نفس المنزل ونسبة 16.5% كانت تتألف من شخص يعيش بمفرده يبلغ من العمر 65 عاماً أو أكثر. وبلغ متوسط حجم الأسرة المعيشية 2.41، أما متوسط حجم العائلات فبلغ 3.05.
بلغ العمر الوسطي للسكان 37.1 عاماً. وكانت نسبة 27.3% من القاطنين تحت سن الثامنة عشر، وكانت نسبة 9.2% بين الثامنة عشر والرابعة والعشرين عاماً، ونسبة 23.8% كانت واقعةً في الفئة العمرية ما بين الخامسة والعشرين والرابعة والأربعين عاماً، ونسبة 21% كانت ما بين الخامسة والأربعين والرابعة والستين، ونسبة 16.8% كانت ضمن فئة الخامسة والستين عاماً فما فوق. يوجد لكل 100 أنثى 83.3 ذكر، ويوجد لكل 100 أنثى في الثامنة عشر من عمرها فما فوق 76.6 ذكر.
بلغ متوسط دخل الأسرة في المدينة 19,261 دولارًا، أما متوسط دخل العائلة فبلغ 24,947 دولارًا. وكان متوسط دخل الذكور 26,716 دولارًا مقابل 17,992 دولارًا للإناث. وسجل دخل الفرد الخاص بالمدينة 11,476 دولارًا. وكانت نسبة 26.1% من العائلات ونسبة 32.9% من السكان تحت خط الفقر، وكان من هؤلاء نسبة 45.6% تحت سن الثامنة عشر ونسبة 22% في الخامسة والستين من العمر وما فوق.

### تعداد عام 2010
بلغ عدد سكان بوغالوسا 12,232 نسمة بحسب تعداد عام 2010، وبلغ عدد الأسر 4,960 أسرة وعدد العائلات 3,080 عائلة مقيمة في المدينة. في حين سجلت الكثافة السكانية 494.4 نسمة لكل كيلومتر مربع (1,280.5/ميل2). وبلغ عدد الوحدات السكنية 5,798 وحدة بمتوسط كثافة قدره 234.4 لكل كيلومتر مربع (607.1/ميل2).
وتوزع التركيب العرقي للمدينة بنسبة 48.52% من البيض و48.45% من الأمريكيين الأفارقة و0.19% من الأمريكيين الأصليين و0.38% من الأمريكيين ذوي الأصول الآسيوية و0.86% من الأعراق الأخرى و1.61% من عرقين مختلطين أو أكثر و2.33% من الهسبانيون أو اللاتينيون من أي عرق.
بلغ عدد الأسر 4,960 أسرة كانت نسبة 34.4% منها لديها أطفال تحت سن الثامنة عشر تعيش معهم، وبلغت نسبة الأزواج القاطنين مع بعضهم البعض 30.3% من أصل المجموع الكلي للأسر، ونسبة 26.2% من الأسر كان لديها معيلات من الإناث دون وجود شريك، بينما كانت نسبة 5.5% من الأسر لديها معيلون من الذكور دون وجود شريكة وكانت نسبة 37.9% من غير العائلات. تألفت نسبة 33.5% من أصل جميع الأسر من عدة أفراد يعيشون في نفس المنزل ونسبة 14% كانت تتألف من شخص يعيش بمفرده يبلغ من العمر 65 عاماً أو أكثر. وبلغ متوسط حجم الأسرة المعيشية 2.43، أما متوسط حجم العائلات فبلغ 3.09.
بلغ العمر الوسطي للسكان 36.9 عاماً. وكانت نسبة 26.8% من القاطنين تحت سن الثامنة عشر، وكانت نسبة 8.4% بين الثامنة عشر والرابعة والعشرين عاماً، ونسبة 23% كانت واقعةً في الفئة العمرية ما بين الخامسة والعشرين والرابعة والأربعين عاماً، ونسبة 26.2% كانت ما بين الخامسة والأربعين والرابعة والستين، ونسبة 15.6% كانت ضمن فئة الخامسة والستين عاماً فما فوق. وتوزع التركيب الجنسي للسكان بنسبة 46.1% ذكور و53.9% إناث.

## أعلام
- جاك دونلاب
- بروس بلامر
- أل كلارك
- تشارلز أرمسترونغ
- سكيب مانينغ